# Anne Noury
Pour les articles homonymes, voir Noury.
Anne Noury (3 janvier 1901 à Saint-Malo - 15 mai 1945 à Bergen-Belsen) est un médecin du travail et une résistante française, militante de Combat Zone Nord.

## Biographie
Amie de Jane Sivadon et d’Odile Kienlen, c’est une pionnière de Libération nationale en zone occupée.
Dans le logement qu’elle partage avec Anne-Marie Boumier, elle reçoit Henri Frenay, Robert Guédon et Pierre de Froment, mais aussi deux agents de liaison de Berty Albrecht et Henri Frenay : Henri Devillers et Jean-Paul Lien.
Le 25 octobre 1941, elle est arrêtée par la Geheime Feldpolizei pour faits de résistance et incarcérée à La Santé. Avec Hélène Vautrin, elle est déportée en Allemagne, à la prison de Sarrebruck où elle est condamnée à sept ans de travaux forcés par le 2e Sénat du Volksgerichthof en 1943. En octobre, elle est transférée à la maison de travaux forcés de Lübeck puis à celle de Cottbus l'année suivante. Fin 1944, elle est déportée à Ravensbrück puis, en mars 1945, elle subit une marche de la mort jusque Mauthausen. Là-bas, en tant que seule médecin disponible, elle accompagne un convoi de malades jusque Bergen-Belsen. Le 15 avril 1945, le camp de Bergen-Belsen est libéré par les forces britanniques, cependant elle y reste en attendant d'être rapatriée et décède du typhus le 10 mai 1945, presque un mois après la libération du camp et avant le rapatriement des prisonniers français.

## Sources
- Archives nationales
- Fondation pour la Mémoire de la déportation
- Mémoire des hommes